# 苍白高腹菌
苍白高腹菌（学名：Gautieria pallida）是属于钉菇目钉菇科高腹菌属的一种担子菌。其种加词“pallida ”意为“淡色的”。该种分布于中国、美国等地。